# 霍拉舍維采
霍拉舍維采 （捷克文：Holašovice、德文：Holaschowitz）是位於捷克南部的一座村莊，捷克布傑約維采以西15公里處，於第二次世界大戰中仍然完整保持著中世紀時期的村莊構造和南部波希米亞地區的巴洛克式建築。由於村內大多數居民是德國人，在第二次世界大戰後被強制遷徙，此座村莊被放棄，直到1990年後才重新有人居住。1998年，霍拉舍維采被列入世界文化遺產。

## 外部連結
- （页面存档备份，存于）
- Entry （页面存档备份，存于） on the list of UNESCO World Heritrage Sites
- （捷克文）
- virtual show （页面存档备份，存于）